# Eternity (album của Fin.K.L)
call me in your heart... can be my soul show you love again là album phòng thu thứ tư của nhóm nhạc nữ Hàn Quốc Fin.K.L, phát hành ngày 8 tháng 3 năm 2002. Gồm 15 đĩa đơn, kéo dài hơn 60 phút. Trong đó ca khúc chủ đề cùng tên là "Eternity" (tiếng Hàn: 영원) hay "Forever" được phát hành một video quảng bá.

## Mô tả
"Eternity" là album phòng thu thứ tư của Fin.K.L, cũng là album chính thức cuối cùng  của nhóm, kéo dài 5 năm từ năm 1998 với Blue Rain đến 2002, là một khoảng thời gian không dài cũng không quá ngắn đối với một nhóm nhạc nữ K-pop. Trong album chỉ có đĩa đơn "Forever" là được quảng bá chính thức và có một video âm nhạc riêng, còn "Never" là đĩa đơn thứ hai được quảng bá. Riêng "Don't Go Away" được các fan hâm mộ bình chọn trên trang web riêng của nhóm. Các đĩa đơn trong album có sự tham gia của các thành viên của nhóm vào công việc sáng tác. Các đĩa đơn trong album cũng gợi ý trước về sự chia tay của nhóm với các đĩa đơn "Goodbye", "Forever", "Never", "I'm inside You", "Don't Go Away".

### Forever
"Forever" (tiếng Hàn: 영원) là đĩa đơn chủ đề của album, và Fin.K.L cũng quay một video ngắn để quảng bá. MV kể về những con người, những đứa trẻ sinh ra cùng một nơi, trong một hoàn cảnh giống nhau, nhưng có một cuộc đời khác nhau. Trong MV, Sung Yuri vào vai một cô gái điếm đau khổ, Lee Hyori là một võ sĩ cụt tay vượt lên số phận, Lee Jin vai nữ nghệ sĩ thất tình, chán nản trong cuộc sống. Còn Ock Joo-hyun là một người phụ nữ bị bệnh tâm lý. Với câu chuyện buồn như vậy thì việc quảng bá album trên các sân khấu âm nhạc cũng khá buồn, và họ ít nhảy hơn, chủ yếu là sử dụng micro đứng để quảng bá giống như "To My Prince" trước đó. Nhóm mặc trang phục đồng bộ.

### Never
"Never" và "Forever" cùng trở lại lần đầu trên SBS Inkigayo cùng một ngày, vào ngày 3 tháng 3 năm 2002. "Never" cũng tương tự như "Forever" nhưng có phần sôi động hơn. Trong phần quảng bá thì các thành bắt đầu nhảy, và mặc trang phục cầu kì và khác biệt. Trong đó Lee Jin nhảy trong phần dạo đầu, tiếp đến là của các thành viên khác.

### Don't Go Away
"Don't Go Away" là đĩa đơn cuối cùng được quảng bá, vào tháng 5 trên SBS. Ca khúc được chọn dựa theo yêu cầu của khán giả. Vì họ cảm thấy "Forever" khá buồn và khán giả không thích điều đó nên họ đã bình chọn "Don't Go Away" là đĩa đơn thứ 3 được quảng bá.

## Danh sách phát
| call me in your heart... can be my soul show you love again | call me in your heart... can be my soul show you love again | call me in your heart... can be my soul show you love again | call me in your heart... can be my soul show you love again | call me in your heart... can be my soul show you love again | call me in your heart... can be my soul show you love again |
| STT                                                         | Nhan đề                                                     | Phổ lời                                                     | Phổ nhạc                                                    | Hòa âm                                                      | Thời lượng                                                  |
| ----------------------------------------------------------- | ----------------------------------------------------------- | ----------------------------------------------------------- | ----------------------------------------------------------- | ----------------------------------------------------------- | ----------------------------------------------------------- |
| 1.                                                          | "Good Bye"                                                  | Ock Joo-hyun                                                | Ryu Eun-mi                                                  | Ryu Eun-mi                                                  | 03:44                                                       |
| 2.                                                          | "Forever" (영원, Eternity)                                  | Lee Hyori                                                   | Yoo Jeong-yeon                                              | Yoo Jeong-yeon                                              | 04:19                                                       |
| 3.                                                          | "Changer"                                                   | Sung Yuri                                                   | Hwang Se-jun                                                | Hwang Se-jun                                                | 03:54                                                       |
| 4.                                                          | "If You're Like Me" (나와 같다면)                           | Ock Joo-hyun                                                | Shim Sang-won                                               | Shim Sang-won                                               | 03:46                                                       |
| 5.                                                          | "Never"                                                     | Yoon Sar-ah                                                 | Ahn Jung-hoon                                               | Kim Ji-woong                                                | 03:37                                                       |
| 6.                                                          | "Happy"                                                     | Kim Young-ah                                                | Jeon Jun-Gyu                                                | Jeon Jun-Gyu                                                | 03:21                                                       |
| 7.                                                          | "Fortune" (For 春)                                          | Cheon Jeong-ah, Ock Joo-hyun                                | Han Jae-ho, Kim Seung-soo                                   | Han Jae-ho, Kim Seung-soo                                   | 04:15                                                       |
| 8.                                                          | "You're My Boy"                                             | Cho Eunhee                                                  | Lee Hyun-seung                                              | Lee Hyun-seung                                              | 03:50                                                       |
| 9.                                                          | "Bell"                                                      | Kim Young-ah                                                | Ma Kyung-sik                                                | Ko Dong-hoon                                                | 04:03                                                       |
| 10.                                                         | "So For Your Love"                                          | Choi Heejin                                                 | Sypher Muzik                                                | Sypher Muzik                                                | 04:26                                                       |
| 11.                                                         | "I'm Inside of You" (그대 안의 나)                          | Lee Hyori, Cho Kyu-man                                      | Cho Kyu-man                                                 | Jo Hyeon-seok                                               | 04:30                                                       |
| 12.                                                         | "The Saddest Thing in the World" (세상에서 가장 슬픈 일)    | Jung Seongyun                                               | Jung Seongyun                                               | Baek Heekyung                                               | 05:03                                                       |
| 13.                                                         | "Don't Go Away"                                             | Jung Yeon-jun                                               | Jung Yeon-jun                                               | Jung Yeon-jun                                               | 04:05                                                       |
| 14.                                                         | "Rejection" (외면)                                          | Lee Jin, Hur In-chang                                       | Lee Hyunseung                                               | Lee Hyunseung                                               | 03:33                                                       |
| 15.                                                         | "One More Time"                                             | Kim Taeyoon                                                 | Kim Jinhun                                                  | Kim Jinhun                                                  | 03:52                                                       |
| Tổng thời lượng:                                            | Tổng thời lượng:                                            | Tổng thời lượng:                                            | Tổng thời lượng:                                            | Tổng thời lượng:                                            | 60:15                                                       |

## Ảnh hưởng
"Forever" là đĩa đơn thành công nhất album, "Đĩa đơn nhanh chóng leo lên vị trí số 1 ngay từ tuần thứ 2 quảng bá, và giữ vị trí cao trong nhiều tuần tiếp theo trong năm 2002. Trên KMTV Show Music Tank chiến thắng 5 tuần liên tiếp 30 tháng 3 ~ 27 tháng 4 năm 2002; Triple Crown trên SBS Inkigayo ngày 31 tháng 3 ~ 14 tháng 4 năm 2002.  "Don't Go Away" cũng thành công không kém giữ vị trí 17 ngay từ tuần đầu quảng bá, No.1 ngày 11 tháng 5 trên KMTV Music Tank, giữ vị trí cao vào các tuần tiếp theo cho đến gần cuối năm. Album bán ra hơn  261,518 bản bán ra tính đến cuối năm 2002.